# نبرد دوم فاو
نبرد دوم فاو که به نام عملیات رمضان مبارک (به مناسبت ماه رمضان) نزد عراقی‌ها و سقوط فاو نزد ایرانیان نیز خوانده می‌شود، نام نبرد سنگینی در جنگ ایران و عراق است که در ۲۸ فروردین ۱۳۶۷ (۱۷ آوریل ۱۹۸۸) اتفاق افتاد. این عملیات بخشی از عملیات گسترده ارتش عراق با نام عملیات توکلنا علی‌الله به‌شمار می‌آید. دو سال پس از شکست نیروهای عراقی در نبرد اول فاو، ارتش عراق که به تازگی بازسازی شده بود اقدام به یک عملیات وسیع برای بیرون راندن نیروهای ایرانی از شبه جزیره فاو نمود. عراقی‌ها بیش از صد هزار نیرو از سربازان ویژه گارد ریاست جمهوری را علیه ۱۵۰۰۰ نفر از نیروهای داوطلب بسیجی ایران که در شبه جزیره حضور داشتند به کار گرفتند. در این عملیات که با غافلگیری نیروهای ایرانی در غیاب فرماندهان آنها در منطقه آغاز شد، شبه جزیره فاو ظرف ۳۵ ساعت به دست عراقی‌ها افتاد و پس از قطع راه‌های ارتباطی آن با ایران، تمام نیروهای محاصره شدهٔ ایرانی کشته یا اسیر شدند و بیشتر تجهیزات آنها نیز سالم و دست نخورده به‌دست عراقی‌ها افتاد.
این عملیات سبب شکست ایران و عقب‌نشینی کامل نیروهای ایرانی از شبه‌جزیره‌ای شد که در دو سال گذشته تحت اشغال کامل ایران قرار داشت. سقوط جزیرهٔ استراتژیک فاو و پیرو آن پیروزی‌های پشت سرهم نیروهای عراقی، روند تحولات جنگ را به گونه‌ای ناگهانی و غافل گیرانه، به زیان ایران و به سود عراق تغییر داد. این شکست، زمینه‌ساز آن شد که سید روح‌الله خمینی خواستار اجرای حکم اعدام فرماندهان مقصر شکست در جنگ شود. به گفتهٔ اکبر هاشمی رفسنجانی، همان زمان، صادق خلخالی خواستار اعدام مسببان شکست در جنگ یعنی یحیی صفوی و دو تن دیگر شده بود. در هنگام سقوط فاو، مجموعه‌ای از فرماندهان ارشد سپاه متهم شدند که در زمان حمله عراق، برای انجام «فعالیت‌های سیاسی» برای حضور نیروهایشان در مجلس، جبههٔ نبرد را ترک کرده و در کرمانشاه حضور داشتند. محسن رفیق دوست، وزیر وقت سپاه نیز دلیل سقوط فاو را نه «نظامی»، بلکه «سیاسی» و مشغول بودن به انتخابات مجلس می‌داند. غلامعلی رشید، معاون وقت عملیات فرمانده کل سپاه اعلام کرد که حتی پس از حمله عراق به فاو «محسن رضایی یک حمله سراسری را باور نکرده است». همچنین به روایت حسن روحانی، حتی در زمان مخابره خبر سقوط فاو، فرمانده وقت سپاه پاسداران یعنی محسن رضایی همچنان معتقد بود که فاو سقوط نخواهد کرد مگر آنکه ارتش عراق از بمب اتم استفاده کند. عدم رضایت روح‌الله خمینی در هنگام پذیرش قطعنامه از نحوه مدیریت جنگی محسن رضایی به حدی بالا رفته بود که منجر به رواج شایعه زندانی شدن محسن رضایی شده‌بود.
بسیاری شروع روند پایان جنگ را بازپس‌گرفتن فاو توسط ارتش عراق می‌دانند، روندی که به پذیرش قطعنامه ۵۹۸ سازمان ملل از سوی ایران منتهی شد.

## پیش‌زمینه
پس از عملیات کربلای ۵ در سال ۱۹۸۷ و قبل از اتمام تابستان ارتش عراق به‌صورتی مخفی شروع به تمرین در دشت‌های پشت بصره نمود. این مانورهای آموزشی معمولاً شامل چندین لشکر و تجهیزات عظیمی نمونه‌ای مشابه تجهیزات نظامی ایرانی بود که عراقی‌ها قصد داشتند در حین عملیاتشان از ایرانی‌ها بگیرند.
با شکست ایران در تسخیر بصره در طی عملیات کربلای ۵ نظامیان ایران نیروی انسانی، لوازم و روحیه خود را از دست داده و در نتیجه آن تعداد ایرانیانی که علیه ادامه جنگ بودند افزایش یافتند. به این ترتیب نیروهای نظامی ایرانی تحرک و ابتکار عمل نظامی خود را برای تجدید قوا و انجام عملیات جدید علیه عراق در سال ۱۹۸۸ را از دست داد. در همان زمان در یک کنفرانس استراتژیک رهبری نظامی ایران به این جمع‌بندی رسید که برای شکست عراق نیاز به بازآموزی نظامیان ایرانی دارد که این کار ممکن است تا پنج سال به طول بینجامد. به این ترتیب در ۱۹۸۸ نظامیان ایرانی تصمیمی برای ادامه تهاجم و اشغال بیشتر عراق نگرفتند. در همین ضمن با پشتیبانی گسترده اروپا و اتحاد جماهیر سوسیالیستی شوروی ارتش عراق به‌طور گسترده با تجهزات به روز تسلیح شد و به چهارمین قدرت نظامی دنیا در آن زمان تبدیل شد. عراقی‌ها همچنین با آموزش نیروهای تازه‌نفس و تشکیل تیپ‌ها جدید گارد ریاست جمهوری آمادگی خود برای نبرد را به‌طور قابل ملاحظه‌ای افزایش داده بودند. با این وجود عراقی‌ها اجازه دادند تا ایرانی‌ها به تهاجمات هزینه‌بر خود که عمدتاً با شکست همراه بود، ادامه دهند؛ اکثریت عملیات ایرانی‌ها با شکست یا بن‌بست پایان می‌یافت.
شبه جزیره فاو از سال ۱۹۸۶ با عملیات غافلگیرانه به نام عملیات والفجر ۸ ایرانی‌ها تحت اشغال ایران بود. اشغال شبه جزیره توسط ایرانیان ضربه‌ای قوی به حیثیت نیروهای عراقی به‌شمار می‌آمد که در آن زمان با تهدید بصره از سمت جنوب شرق همراه شده‌بود. صدام آزادسازی جزیره را به عنوان اولویت اصلی خود می‌دانست و ژنرال عراقی ماهر عبدالرشید برای باز پسگیری جزیره حتی پیشنهاد عروسی دخترش سحر را به پسر صدام، قصی، وعده کرده بود، تا درجه یقین خود را نشان دهد. عراقی‌ها برنامه‌ریزی برای بازپس‌گیری شبه جزیره بلافاصله پس از اشغال آن توسط ایرانی‌ها آغاز کرده‌بودند. این برنامه‌ریزی تا حد زیادی در خفا توسط یک گروه کوچک از شش نفره با حضور خود صدام حسین که خود را که به شدت درگیر در فرایند برنامه‌ریزی عملیات کرده بود انجام می‌شد.
برای دومین نبرد فاو، عراقی‌ها بیش از صدهزار سرباز که حدود ۶۰ درصد آن‌ها از نیروهای ویژه گارد ریاست جمهوری بودند را در نظر گرفته بودند. در مقابل نیروهای ایرانی شامل ۱۵۰۰۰ نفر از نیروهای داوطلب بسیجی بودند. فرماندهی عراق انتظار داشت تا این نبرد چندین هفته به طول بینجامد با این حال به دلیل شکست واحدهای ایرانی، عراقی‌ها توانستند خود شبه جزیره را در طول تنها کمتر از دو روز و با حداقل تلفات باز پس بگیرند. با این موفقیت خیره‌کننده فرماندهی عراق تصمیم به گسترش نبرد به یک تهاجم گسترده‌تر علیه ایران بگیرد.

## نبرد

### در جبهه عراق
تهاجم به فاو با حمله هم‌زمان واحدهای ارتش عراق در جبهه‌های شمال توسط معارضان ایرانی که توسط عراق حمایت می‌شدند هم‌زمان بود.
زمان این تهاجم متقارن با ماه رمضان بود که ایرانی‌ها شروع به چرخش نظامیان خود می‌نمودند. در ساعت ۵:۰۰ صبح، عراق حمله توپخانه‌ای وهوایی سنگینی را به خطوط مقدم ایران آغاز کرد. عراق با کمک تصاویر ماهواره‌ای آمریکایی نقاط کلیدی نیروهای ایرانی همانند خطوط مواصلاتی، پست‌های فرماندهی، و دپوهای سلاح‌های ایرانی توسط گازهای خردل، گاز سارین، و گاز اعصاب و نیز با سلاح‌های انفجاری عادی مورد حمله قرار داد. با استفاده از هلیکوپتر، عراقی‌ها سپاه هفتم تحت فرماندهی ماهر عبدالرشید به جنوب اروندرود منتقل شدند و عقبه نیروهای ایرانی در شبه‌جزیره را مسدود کردند.
در هنگام آغاز این نبرد، بال جنوبی عملیات از لشکرهای مدینه و بغداد گارد ریاست جمهوری عراق تشکیل شده بود که به سمت نیروهای ایرانی یورش بردند که اینکار فضای عبوری را برای حمله لشکر مکانیزه حمورابی از ساحل جنوبی به درون جزیره را باز کرد. همزمان سپاه هفتم ارتش عادی عراق از انتهای شمالی خط با پیاده‌نظام هفتم و لشکر زرهی ششم تهاجم خود را شروع کردند. در حالی‌که پیاده‌نظام هفتم زمین گیر شد، لشکر ششم زرهی توانست خطوط ایرانی‌ها را شکسته و لشکر اول مکانیزه از این طریق فشار خود را آغاز کرد که توانست به لشکر گارد ریاست جمهوری در خارج فاو بپیوندد.
واحدهای پیشرفته گارد ریاست جمهوری با حرکت به جنوب شبه جزیره در ۲۱ مایلی ام‌القصر حمله خود را شروع نمودند. حملات به همراهی استفاده بمباران چندین مرتبه شیمیایی همراه بود که موجب شد بسیاری از نیروهای نا آماده ایرانی در شبه جزیره کشته یا مجروح شوند. لشکر سوم هنگامی که نیروهای ویژه ارتش عراق از سرزمین‌های نیزار مرطوب عبور می‌کردند یه شبه جزیره هجوم برد. همزمان، عراقی‌ها حملات آبی خاکی را از طرف ام‌القصر آغاز نمودند. آن‌ها به سرعت از خطوط دفاعی پیچیده آبی و سیم خاردار ایرانی‌ها عبور کردند. هرچند در هنگام پاکسازی میدان‌های مین در شبه جزیره متحمل تلفاتی شدند، با این حال توانستند شبه جزیره را طی ۳۵ ساعت آزاد کنند.

### در جبهه ایران
در شروع حمله، فرماندهان ایرانی در صحنه نبرد حضور نداشتند و ایرانی‌ها به‌طور کامل غافلگیر شدند و نتوانستند مجدداً گروهبندی نموده و دست به پاتک بزنند. در این عملیات عراقی‌ها به نسبت ۶ به یک برتری نفرات داشتند و ایرانی‌ها در واقع فاقد تسلیحات سنگین بودند. بسیاری از ایرانی‌ها و شاید اکثر آن‌ها کشته یا توسط سلاح‌های شیمیایی خردل و سارین مسموم یا از بین رفتند؛ آثار مواد شیمیایی استفاده شده تا سال‌ها بعد بر محیط زیست فاو تأثیر گذاشت.
ایرانی‌ها در ابتدا به شدت جنگیدند، ولی سرانجام شروع به عقب‌نشینی کردند. جنگنده‌های عراقی دو نقطه از پل معلق ایرانی‌ها بر روی اروندرود را بمباران کردند که باعث نابسامانی در بین ایرانی‌ها شد. سرانجام پس از ۳۵ ساعت نبرد، پرچم عراق بعد از دو سال مجدداً بر فراز شهر فاو در شبه جزیره برافراشته شد. بسیاری از نیروهای ایرانی از طریق تنها پل شناور باقی‌مانده در دست ایرانی‌ها عقب‌نشینی کردند. با از بین رفتن پلِ ارتباطی با ایران، در طی ۴۸ ساعت، همه ایرانی‌های محاصره شده در این شبه جزیره، به جز ۲۱۱۵ نفر که به اسارت درآمدند، کشته شدند.
رحیم صفوی از فرماندهان ارشد سپاه در زمان جنگ به حضور فرماندهان سپاه در کرمانشاه در زمان آغاز حمله عراق به فاو اشاره می‌کند. سال ۸۲ حسن روحانی فرمانده قرارگاه پدافند در زمان جنگ در مصاحبه با روزنامه «همشهری» با اشاره به حضور فرماندهان سپاه در کرمانشاه می‌گوید: «سپاه یکی از ذهنیت‌هایش این بود که اگر تعدادی از نیروهای سپاه به مجلس بروند، مشکلات آنها بهتر حل می‌شود. پشتیبانی بهتری از جبهه‌ها می‌شود و لذا آمدند عده ای از مسئولان سپاه و سرداران را تشویق کردند تا کاندیدا شوند و خود آنها هم در این زمینه فعال شدند؛ لذا وقتی فاو سقوط کرد، سپاه سمیناری در کرمانشاه داشت و عمده فرماندهان در غرب بودند». روحانی دربارهٔ روز سقوط فاو نیز می‌گوید: «روزی که فاو سقوط کرد، روزی بود که آیت الله موسوی اردبیلی برای آنها در سمینار سخنرانی داشت. اولین خبر را که «فاو در حال سقوط است»، من به آقای هاشمی رفسنجانی دادم و آن هم یک روز صبح خیلی زود، فرمانده نیروی هوایی به نقل از یکی از خلبانان پایگاه امیدیه تماس گرفت و گفت سپاه از ما تقاضای بمباران کرده و ما برای پشتیبانی در فاو، پرواز می‌کنیم و نیروهای ما در حال عقب‌نشینی از فاو هستند. صبح زود به آقای هاشمی اطلاع دادم وضعیت فاو خراب است. ایشان گفت بعید است خبر درست باشد. ایشان یک ساعت بعد تماس گرفت و گفت خبر شما درست نبوده. با آقای محسن رضایی صحبت کردم، ایشان گفت فاو سقوط نخواهد کرد، مگر اینکه عراق بمب اتمی به کار ببرد». محسن رفیق دوست، وزیر سپاه وقت، نیز صحبت‌هایی مشابه روحانی داشته و دلیل سقوط فاو را «سیاسی» دانسته بود: «سقوط فاو سیاسی بود و فاو بر اثر بی‌توجهی سقوط کرد، نه بر اثر ضعف نظامی ما. در داخل مملکت اتفاقاتی افتاد که فاو سست شد و ما عقب نشستیم. مناقشات سیاسی داخل کشور اثر داشت و علتش هم مجلس سوم بود؛ مثلاً ما به فلان استان که نیروی اصلی ما را در سپاه و بسیج تشکیل می‌داد، می‌گفتیم آقا ما از فلان استان این‌مقدار نیرو می‌خواهیم، اینها می‌گفتند صبر کنید انتخابات تمام شود». این شکست، زمینه‌ساز آن شد که سید روح‌الله خمینی خواستار اجرای حکم اعدام فرماندهان مقصر شکست در جنگ شود، اگرچه این اقدام هیچگاه عملی نشد.

## پی‌آمد عملیات
در زمان حکومت صدام این روز همه ساله به عنوان روز آزادسازی فاو جشن گرفته می‌شد.
عراقی‌ها برای این حمله برنامه‌ریزی بسیار دقیقی انجام داده‌بودند. پیش از حمله به سربازان عراقی پادزهر برای سلاح‌های شیمیایی داده شده بود تا آن‌ها را از اثر تجمیع گازها محافظت نماید. برنامه دقیق برای استفاده سنگین از سلاح‌های شیمیایی عامل تعیین‌کننده در پیروزی عراقی‌ها بود. کل تلفات عراق در این نبرد کمی بیش از هزار نفر بود.
این حمله هم‌زمان با عملیات ایالات متحده علیه نیروی دریایی ایران با نام عملیات آخوندک بود (که در آن زمان ایالات متحده به صورت غیررسمی جانب عراق را گرفته بود) در طی عملیات آخوندک بسیاری از کشتی‌های نیروی دریایی ایران آسیب دیدند و ناوچه سهند، یکی از چهار ناوچه ایران در آن زمان، غرق شد. این دو شکست هم‌زمان ضربات مهلکی بر ایرانی‌ها بود.
شوک‌آورتر برای ایرانی‌ها عدم توقف تهاجم عراق بود که آن‌ها توانسته بودند جبهه دیگر جدیدی را نیز علیه مواضع نیروهای ایرانی در نزدیکی بصره باز کنند. به‌دنبال این تهاجم عراقی‌ها تهاجم پایداری را برای بیرون راندن ایرانی‌ها از جنوب عراق آغاز نمودند.
یکی از تاکتیک‌ها موفق عراقی‌ها تکنیک مشت یک-دو در استفاده از سلاح‌های شیمیایی بود. در این تکنیک عراقی‌ها با استفاده از توپخانه عراقی‌ها خطوط مقدم ایران را با گازهای سریع پخش شونده سایونید و اعصاب مملو می‌کردند، هم‌زمان گازهای شیمیایی پایدارتر توسط جنگنده‌های عراقی در خطوط پشت جبهه ایران انداخته می‌شد که یک دیوار شیمیایی که جلو ارسال نیروی کمکی به آسیب دیدگان خطوط مقدم را می‌گرفت.
این نبرد آغازی بر پایان جنگ ایران و عراق بود. در پایان جنگ عراقی‌ها توانستند شکست‌های سنگینی را بر نیروهای ایران در خاک عراق متحمل کنند. عراقی‌ها همچنین توانستند مجدداً قسمت‌هایی از خاک ایران را تسخیر نمایند: از جمله اشغال مجدد دهلران که در ۳۰ کیلومتری از مرز در استان ایلام قرار داشت. البته این اشغال چندان به طول نینجامید به مجرد امتناع عراق از خارج کردن نیروهای خود بعد از پذیرش قطعنامه نیروهای عراقی توسط ایرانیان به عقب رانده شدند. رهبری ایران به این نتیجه رسید که جنگ برای ایران غیرقابل پیروزی می‌شود و سرانجام رهبران ایران قریب به یک سال پس از تصویب قطعنامه ۵۹۸ شورای امنیت سازمان ملل، این قطعنامه را پذیرفتند.

## کتابشناسی
http://csis.org/files/media/csis/pubs/9005lessonsiraniraqii-chap10.pdf